# Castillo de Malasombra
El castillo de La Malasombra o de Mala Sombra es una fortaleza situada sobre el municipio de Establés, al noreste de la provincia de Guadalajara. El monumento tiene el estatus de Bien de Interés Cultural desde la Ley 16/1985 sobre el Patrimonio Histórico Español y de forma genérica desde el 22 de abril de 1949.

## Historia
Se construyó en el siglo XII, si bien fue reconstruido por orden de don Gastón de la Cerda, conde de Medinaceli en 1450, tras conquistarlo de forma violenta.

## Características
La planta es cuadrada con cubos semicirculares en las esquinas y sólidos muros. La entrada se encuentra al nordeste y es de torre y garitón.
Su planta cuadrada la conforman fuertes muros cuyas esquinas rematan en cubos semicirculares, siendo el torreón que da al sur el más fuerte de ellos. La entrada, escoltada, de torre y garitón, se encuentra al nordeste.

## Etimología
Su curioso nombre se debe al hecho de que el castillo se construyó gracias al engaño y la violencia. Los vecinos incluso se vieron forzados a ceder piedras de sus casas al emisario para la construcción del castillo, Gabriel de Ureña. Desde entonces es así como se conoce al castillo.

## Galería de imágenes

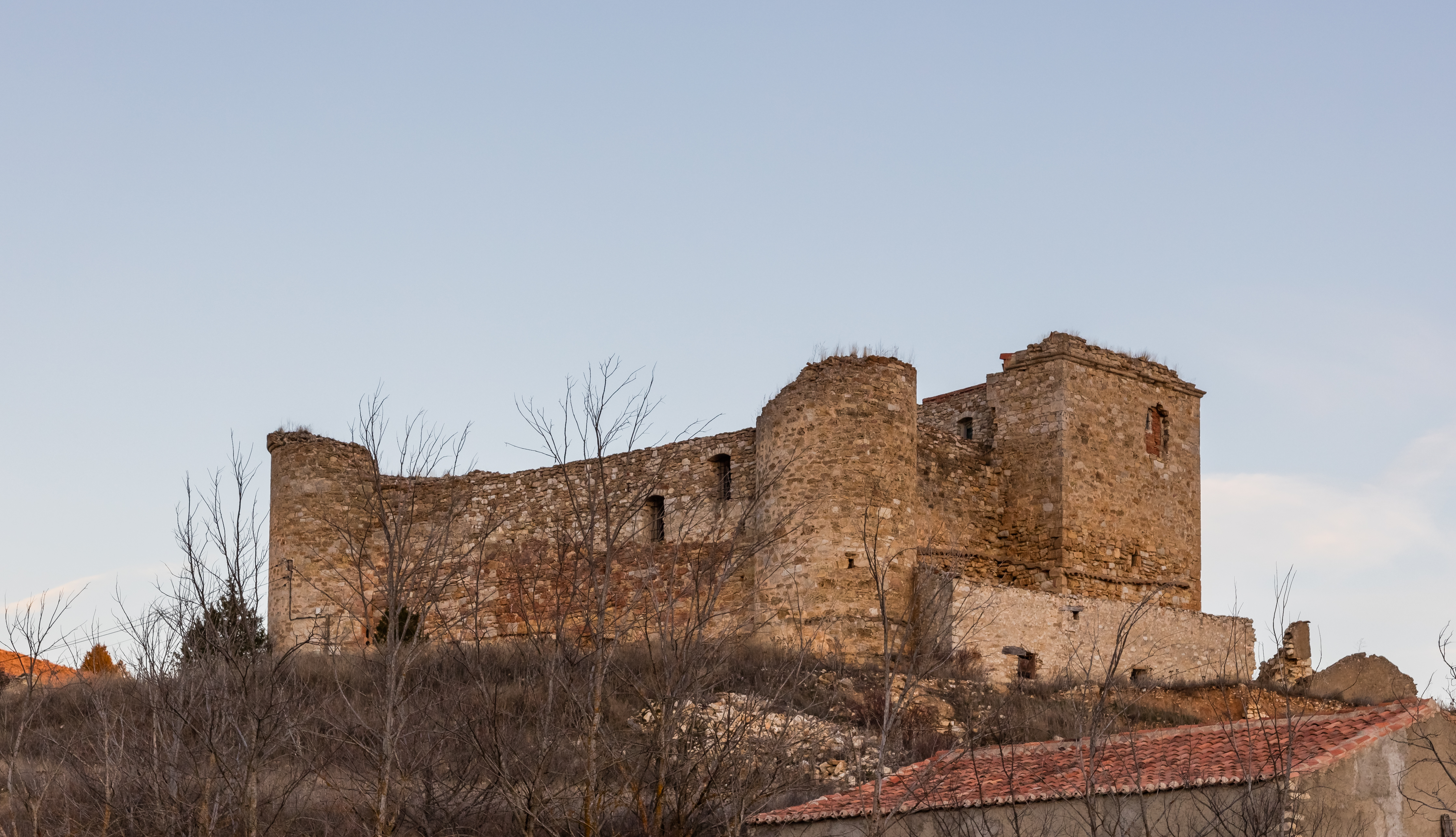
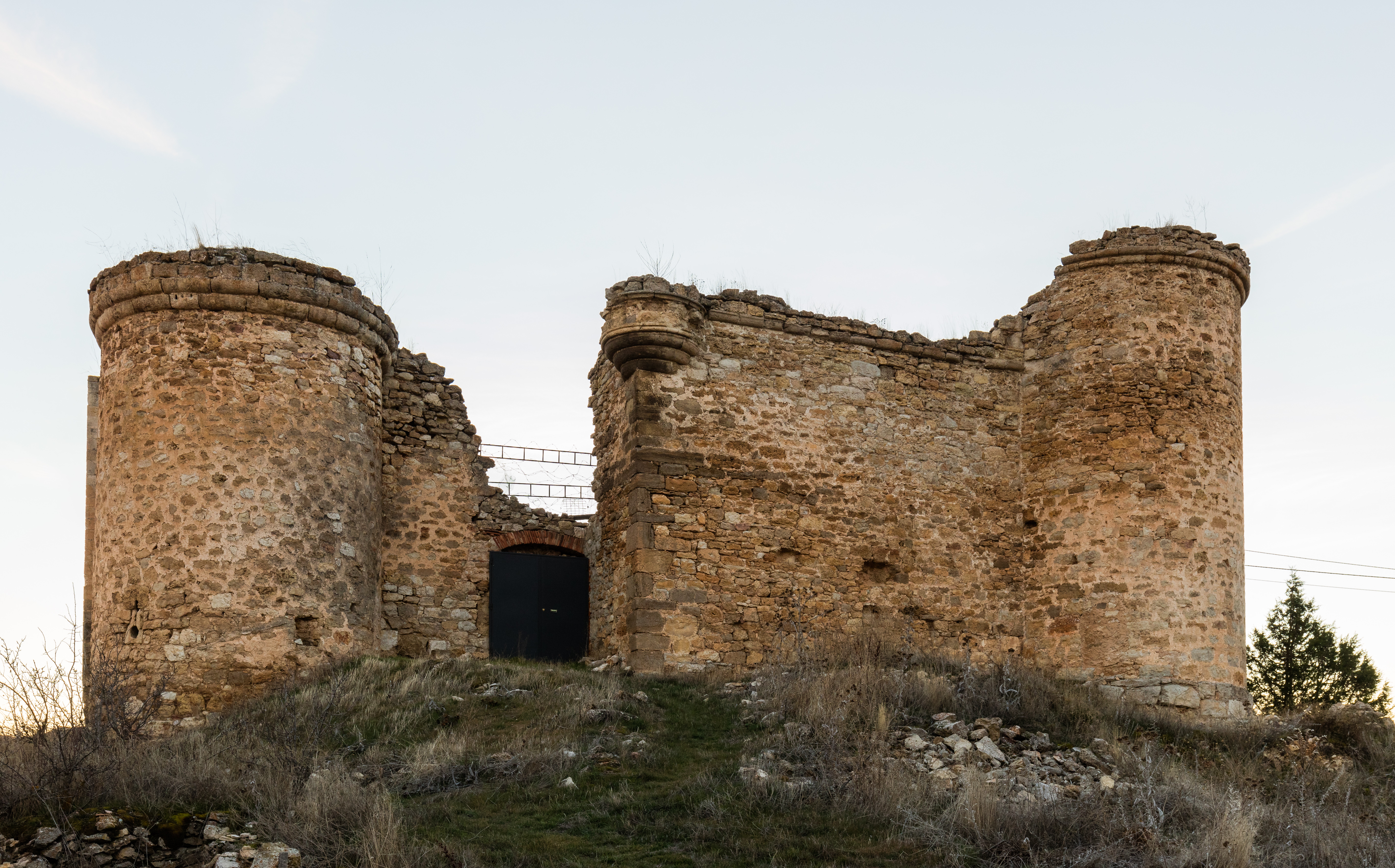
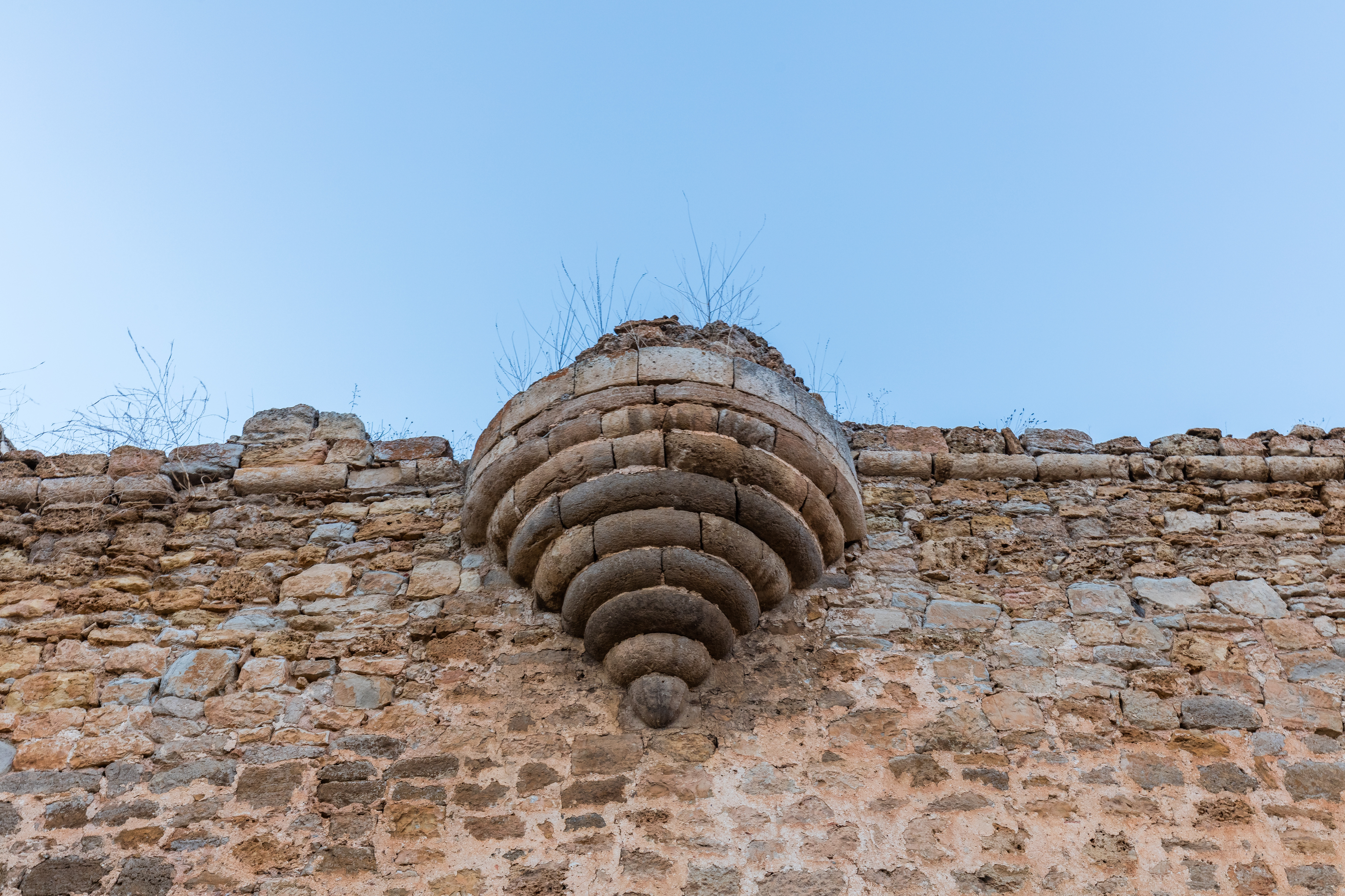
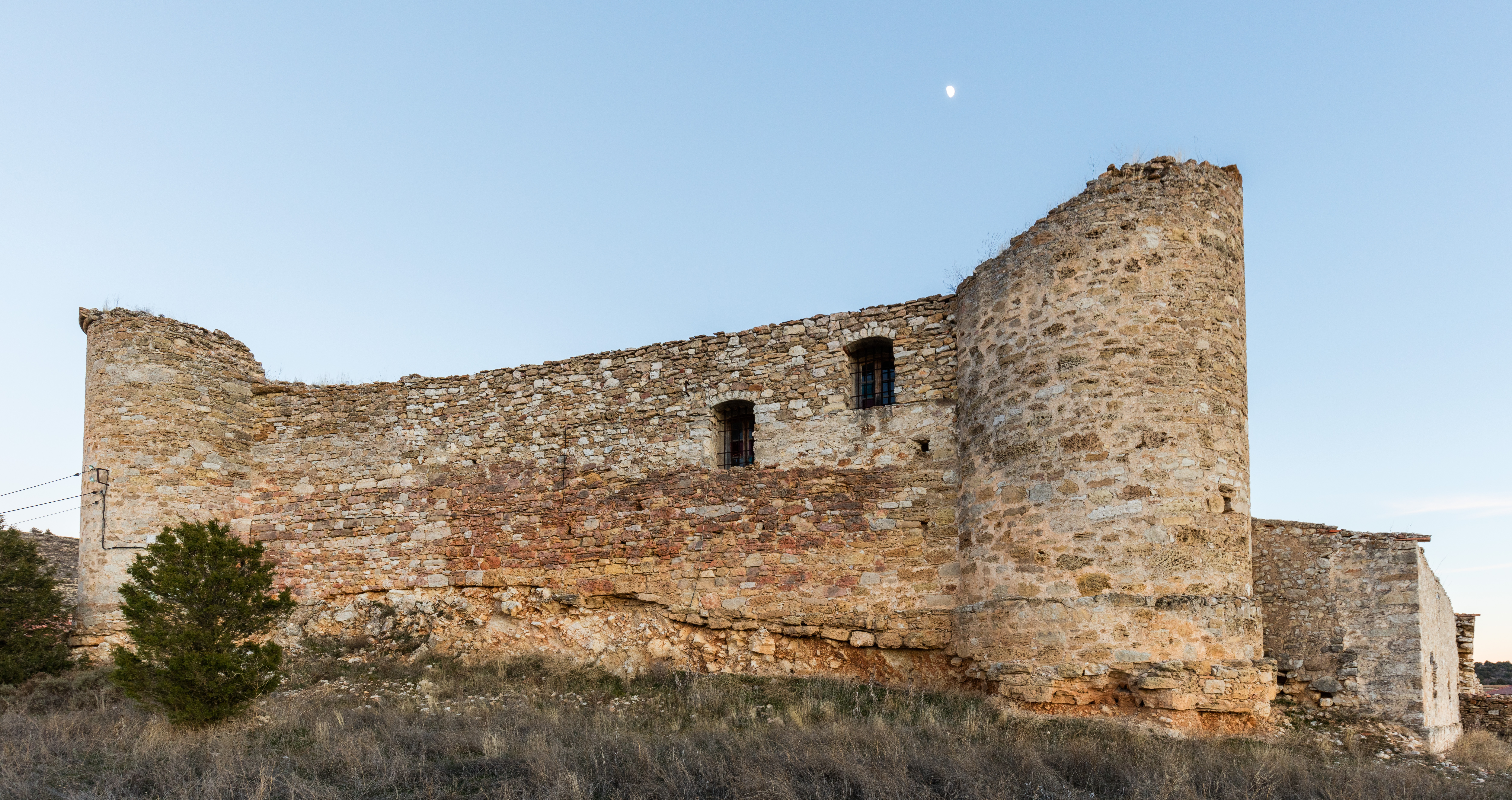
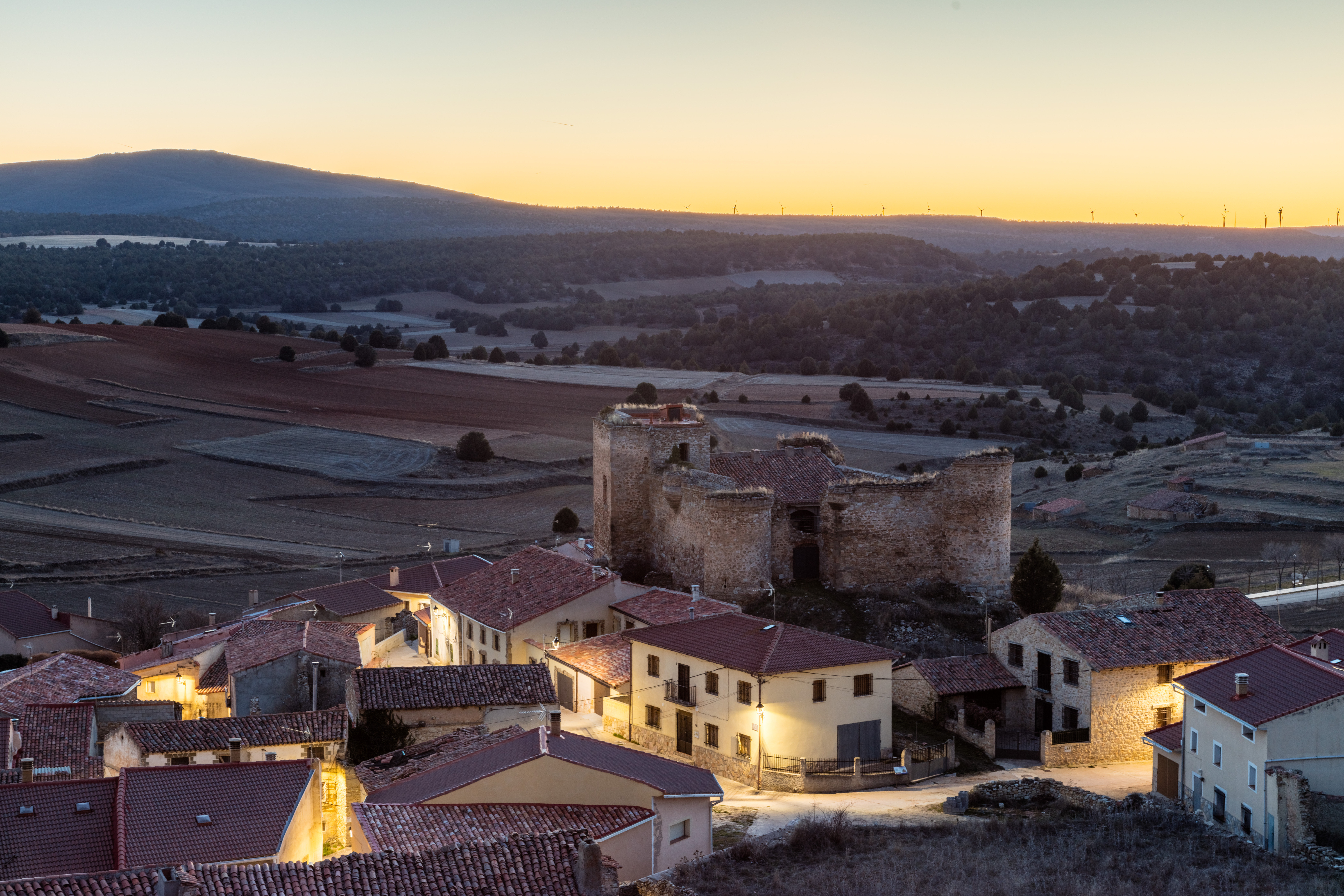